# IPhone 11 Pro
O iPhone 11 Pro e iPhone 11 Pro Max são aparelhos da 13ª geração do iPhone, sucedendo ao iPhone XS e XS Max, respetivamente. Foram revelados a 10 de setembro de 2019, ao lado de um modelo e mais simples, o iPhone 11 no Steve Jobs Theatre do Apple Park, em Cupertino, pelo CEO da Apple, Tim Cook. As encomendas iniciaram-se a partir do dia 13 de setembro de 2019 e o lançamento oficial foi a 20 de setembro de 2019.
Entre as principais novidades em relação ao iPhone XS estão o novo sistema de câmara traseira com lente tripla  novo chip A13 Bionic. O iPhone 11 Pro é o primeiro iPhone da Apple a apresentar uma designação "pro", anteriormente reservada a produtos de maior dimensão da Apple. O modelo é o primeiro iPhone a incluir um carregador rápido de 18 W na caixa e um cabo Lightning para USB-C, permitindo a conexão com os computadores Mac atuais.
O iPhone 11 Pro está disponível em dourado, cinza espacial, prata e verde meia-noite, uma nova cor adicionada à gama. Semelhante ao iPhone XS, há um recorte no ecrã (ou tela) na frente que inclui o sistema de câmara TrueDepth de 12 MP e o altifalante. Há também um novo design de câmara traseira com três câmaras e um flash numa plataforma em forma de quadrado, que é a diferença mais visível em comparação com o iPhone XS. O logótipo da Apple está agora centralizado na parte traseira do dispositivo sem texto e o vidro tem um acabamento fosco, diferente do acabamento brilhante encontrado nos 8/8 plus, X, XR, XS / XS Max e 11.

## Especificações técnicas

### Hardware
O iPhone 11 Pro e Pro Max possuem um processador A13 Bionic. Ambos os telefones têm três opções de armazenamento interno: 64 GB, 256 GB e 512 GB.  Ambos têm 4 GB de RAM. Os dois modelos têm classificação IP68 à prova de água e poeira e são resistentes durante 30 minutos a uma profundidade máxima de 4 metros. A garantia não cobre nenhum dano provocado por líquidos ao telefone. Tal como como os iPhones anteriores, os dois novos telefones não possuem conector para fones de ouvido e vêm com EarPods com fio e conector Lightning.   O iPhone 11 Pro é o primeiro iPhone a ser vendido com um carregador rápido de 18 watts na caixa, em oposição ao carregador de 5 watts no iPhone 11 e nos iPhones anteriores.

#### Exibição
O iPhone 11 Pro possui uma tela OLED de 5,8 polegadas com uma resolução de 2436x1125 pixels (458 ppi), enquanto o iPhone 11 Pro Max possui uma tela OLED de 6,5 polegadas com uma resolução de 2688x1242 pixels (458 ppi).  Ambos os modelos possuem um monitor Super Retina XDR com uma taxa de contraste de 2.000.000: 1 e um entalhe na parte superior para o sistema de câmaras e altifalante TrueDepth.  A Apple descreve o ecrã (ou tela) como tendo um "mini Apple Pro Display XDR " num telefone.  Eles também dispõe da tecnologia True Tone que suporta HDR com 1200 nits de brilho. O ecrã (ou tela) possui um revestimento oleofóbico resistente a impressões digitais.

#### Câmera
O iPhone 11 Pro e Pro Max incluem um conjunto de câmaras traseiras de 12MP com lente tripla.  Há uma lente ultra grande angular f / 2.4 com um campo de visão de 120 graus e zoom óptico de 2x, uma lente grande angular f / 1.8 e uma câmara teleobjetiva f / 2.0 com zoom óptico 2x. O iPhone 11 Pro suporta 4K vídeo de até 60 qps e 1080p em câmara lenta até 240 qps. Todas as câmaras suportam vídeo, embora apenas a ampla e a telefoto sejam fornecidas com estabilização ótica de imagem . Suporta um modo de retrato com controle de profundidade e um efeito bokeh avançado. O telefone também possui um modo noturno automático, permitindo que a câmara tire fotos mais brilhantes com ruído reduzido em ambientes de pouca luz.  A aplicação da câmara foi redesenhada, adicionando novos recursos, como uma roda para escolher entre as diferentes lentes e a vantagem de poder pressionar o botão do obturador para gravar um vídeo. A Apple também anunciou um novo recurso Deep Fusion, que aproveitará a IA e a aprendizagem automática (aprendizado de máquina) para o processamento de imagens.
Ambos os modelos também possuem uma câmara frontal TrueDepth de 12MP com abertura af / 2.0.  Há um modo contínuo (burst), estabilização de imagem, modo Noite, fotografias panorâmicas (até 63 MP), HDR e um modo retrato com suporte ao efeito de fundo desfocado (bokeh) avançado e outros seis efeitos de iluminação de retrato. A câmara frontal também suporta gravação de vídeo 4K estabilizada até 60fps. Apple adicionou gravação de vídeo em câmara lenta à câmara frontal em 1080p a até 120 qps, um recurso que a Apple batizou de "slofies" (slow motion selfies).  Semelhante aos modelos anteriores do iPhone, o sistema TrueDepth também é usado para Face ID e Animoji.
A mídia  diz que as câmaras do iPhone 11 abrem possibilidades para fotografar que não existiam no iPhone antes, especialmente quando se trata de tirar retratos de grande angular e melhorar as fotos no modo retrato. A câmara frontal e traseira podem ser usadas simultaneamente, permitindo tirar duas fotos ao mesmo tempo.

### Software
O iPhone 11 Pro e Pro Max serão fornecidos inicialmente com o sistema operacional IOS 13.  O telefone também vem com Siri, Face ID (através da câmera TrueDepth), Apple Pay e suporta Apple Card.

## Recepção
Após o lançamento, o iPhone 11 Pro teve uma receção mista, com os críticos elogiando as melhorias na câmara, tela e bateria, embora tenha sido criticado pelo seu design semelhante ao iPhone XS e ao grande aumento da câmara, além da falta de rumores recursos como carregamento bilateral, USB-C e suporte ao Apple Pencil.  Também foi criticado pela falta de 5G, que apareceu nos telefones de muitos concorrentes.  Os críticos do TechRadar elogiaram o conjunto aprimorado de câmeras, chamando-o de "claramente a grande atualização" e também elogiaram o processador A13 Bionic mais rápido e a tela, enquanto criticavam as semelhanças de design em comparação com o iPhone XS, incluindo o entalhe na frente da câmara e o custo. Pocket Lint também descreveu positivamente a câmara, o processador, a tela e a bateria, enquanto critica a falta de 5G, o design da câmara e a falta de carregamento sem fio bilateral. A Verge e o T3 descreveram positivamente os aspetos gerais do telefone, ao mesmo tempo em que afirmam que o rótulo 'profissional' pode não ser totalmente justificado, pois o telefone ajuda apenas a Apple a acompanhar os concorrentes e não superá-los.